# Club Atlético Banco de la Nación Argentina
O Club Atlético Banco de la Nación Argentina, também chamado de Club Banco Nación é  uma agremiação poliesportiva argentina, da cidade de Buenos Aires, com destaque para  o hóquei, rugby, judô, Caratê e voleibol indoor, entre outros.

## Histórico
Fundado em 12 de outubro de 1909, pelos funcionários do  banco estatal "Banco de la Nación Argentina", o da Argentina. Nos primórdios estava localizado perto da estação Colegiales,  e em 1928 sua localização mudou para Calle Zufriategui onde está atualmente.

### Rugby
O time de rugby do Banco Nación  conquistou os títulos do Torneio URBA (Unión de Rugby de Buenos Aires) nos anos de 1986 e 1989, entre outros torneios. No clube atuou Hugo Porta que capitaneou seleção nacional e esteve no clube toda sua carreira, além dele defendeu o time Fabián Turnes, Pablo "Hacha" Dinisio, Fabio "Aguja" Gómez e Adolfo Capelletti. Em 14 de julho de 1990, o elenco do clube derrotou a seleção da Inglaterra com uma vitória impressionante por 29 a 21, sendo o único clube de rugby a vencer a seleção inglesa no mundo, além de ser único clube argentino  que derrotou duas seleções, tendo realizado isso em 1989 diante da seleção canadense por 21 a 9.
Em 2006, fruto desses anos gloriosos, o Banco foi eleito "Melhor Equipa de Clubes de todos os tempos", numa shortlist que partilhou com as equipas do Pucará (1944/1952) e do SIC (1977/1988).Em 2010, o time foi rebaixado para a segunda divisão, junto com o Club de Pueyrredón. Em novembro de 2011, derrotou o Hurlingham Club por 31 a 28 para se tornar o campeão da divisão. Foi campeão da única edição da Taça Libertadores de Rugby. A categoria 71 conquistou um Campeonato Juvenil da URBA e a 74 foi bicampeã (uma vez junto com a 73), sendo chamado de Los Champions.
Vale destacar que ambos os títulos foram compartilhados, em 1990 com Alumni e Belgrano Athletic e em 1995 com San Cirano. A categoria 74 nunca perdeu a nível internacional, ostentando uma invencibilidade de 21 partidas entre as seleções A e B, com 19 vitórias e 2 empates em suas passagens pelo Uruguai, Chile, Austrália e Nova Zelândia, tendo também enfrentado a Seleção Uruguaia como local.Ele voltou à Primeira Divisão em 1993 até 2010, quando foi rebaixado novamente. Depois de jogar no Grupo I em 2015 e 2016, com a reestruturação da URBA, está na “A” desde 2017.

### Caratê
Em 1989, o torneio sul-americano de caratê estilo Uechi-Ryu foi realizado no Club Atlético Platense. O Club Banco Nación conquistou o título de campeão contra concorrentes do Brasil, Chile e outros países. Em 1990, no microestádio do River Plate, também conquistou o primeiro lugar no Torneio Nacional de Caratê, em diversas categorias, competindo com representantes de todo o país e de diferentes escolas de caratê.

### Judô
Entre os judocas que representaram o clube, está a judoda olímpica Carolina Mariani.

### Hóquei em grama
Atletas como Agostina Alonso e Pilar Campoy vestiram as cores do clube.

### Voleibol
O departamento de vôlei feminino, sagrou-se tricampeã da Liga Nacional (2007-08, 2008-09 e 2009-10), alcançou vários vice-campeonatos na liga e torneios da federação metropolitana de vôlei de Buenos Aires. Em 2010 conquistou a medalha de bronze no Campeonato Sul-Americano de Clubes em Lima, passou a formar e revelar jogadores como a jogadora Tatiana Rizzo, da seleção nacional (2014).

## Títulos

### Rugby
- Campeonato Sul-Americano de Clubes de Rugby
- Campeão: 1987

- Torneio URBA:
- Primeira divisão: 1986, 1989
- Segunda divisão: 2011
- Setes URBA: 1974, 1984, 1986 e 1987,

### Hóquei em campo
- Primeira Divisão Feminina Metropolitana:
- Campeão:1968, 1970, 1973, 2018

### Voleibol feminino
- Campeonato Argentino:
- Campeão: 2007-08, 2008-09, 2009-10
- Vice-campeão: 2003-04, 2005-06, 2006-07[6]

- Campeonato Sul-Americano:
- Terceiro lugar: 2010